# V505 Sagittarii
V505 Sagittarii (V505 Sgr / HD 187949) es un sistema estelar en la constelación de Sagitario.
De magnitud aparente media +6,46, se encuentra aproximadamente a 398 años luz del sistema solar. 
El sistema V505 Sagittarii está compuesto por al menos tres componentes.
Dos de ellas forman una binaria eclipsante —similar a Algol (β Persei) o a ζ Phoenicis— con un período orbital de 1,1827 días.
La componente principal es una estrella blanca de la secuencia principal de tipo espectral A2V con una temperatura efectiva de 8860 K. Tiene una masa de 2,20 masas solares, un radio 2,2 veces más grande que el del Sol y gira sobre sí misma con una velocidad de rotación proyectada de 106 km/s.
Su compañera es una subgigante más fría de tipo G5 IV con una temperatura aproximada de 4820 K. Su masa es un 15% mayor que la del Sol y es 2,4 veces más grande que éste.
El brillo de esta binaria disminuye algo más de una magnitud cuando tiene lugar el eclipse principal, mientras que también hay un eclipse secundario que provoca un descenso de brillo de 0,17 magnitudes.
El eclipse principal se produce cuando la subgigante —2,7 veces más luminosa que el Sol— pasa por delante de la estrella A2, cuya luminosidad es 24,7 veces superior a la luminosidad solar.
Además, el par es muy brillante en longitudes de onda de rayos X donde muestra una luminosidad que alcanza los 6866 × 1020 W.
En torno al par interior orbita una tercera componente cuyo período orbital no es bien conocido (diversas fuentes dan valores de 38 y 60,1 años). Se piensa que, con una masa un 20% superior a la del Sol, es una enana amarilla de tipo espectral F7-8 V.
La órbita de esta tercera componente, medida por interferometría de moteado, sugiere la presencia de una cuarto objeto, demasiado tenue para haber sido observado aún.